# 反議会主義
反議会主義（はんぎかいしゅぎ）とは、議会制民主主義、およびその政治過程への参加を否定する思想のこと。
アナキズムまたは左翼共産主義の諸潮流は、議会および選挙への参加は、プロレタリア大衆が直接行動へと向かおうとする傾向を抑止し、彼らの受動性を維持することによってブルジョワ独裁に貢献するものとして議会および選挙への参加を否定する。右翼の潮流でも、君主主権支持、主権在民否定の立場から議会制民主主義の否定として反議会主義を主張するグループもある。

## 代表例
この傾向の代表的なものは、イタリアのボルディガ派、オランダのパンネクック派、ドイツの共産主義労働者党 (ドイツ)である。

### 日本
戦前の日本では革命のために議会制度を利用することを主張した片山潜と、直接行動を主張した幸徳秋水との間に論戦が繰り広げられ、結局二人は袂を分けた。
革労協は議会選挙に白票を投じ、議会主義を突き破ぶって内乱的闘いをすべきと常々呼び掛けているが、これは今の既成政党にはどこも投票に値するものはないとの立場であり、選挙や議会への参加を全否定しているわけではなく、反議会主義とは微妙に異なる。
2007年に元極左・アナキスト活動家で現在はファシストの外山恒一が東京都知事選挙に立候補した際、オウム事件以降の集団ヒステリー社会に対抗するとして、政見放送で「選挙では何も変わらない」「選挙で何かが変わると思ったら大間違い」「日本政府はテロに屈しろ」などと議会制民主主義を徹底的にこき下ろした。